# Biblioteca Palatina (Florence)
De Biblioteca Palatina was een bibliotheek die gevestigd was in het Palazzo Pitti in Florence.
Zoals elke palatijnse bibliotheek betekende de naam de bibliotheek van het paleis. Ze werd opgericht in 1814 door Ferdinand III van Toscane (1769-1824) van het huis Lotharingen dat de titel van groothertogen van Toscane leverde na de dood van Gian Gastone de' Medici, de laatste telg uit het geslacht geslacht de' Medici, die kinderloos stierf. Ook zijn opvolger Leopold II (1797-1870) heeft de bibliotheek nog sterk uitgebreid.
Voor groothertog Ferdinand III met zijn bibliotheek begon had zijn vader Peter Leopold, de latere keizer Leopold II, de bibliotheek van de Medici's (Biblioteca Palatina Mediceo-Lotaringia) aan de Biblioteca Magliabechiana afgestaan. De Biblioteca Palatina Mediceo-Lotaringia was samengesteld uit de bibliotheek van de Medici's die door Anna Maria Luisa de' Medici was afgestaan aan het huis Lotharingen en de bibliotheek die door Frans Stefan de eerste groothertog van het huis Lotharingen uit Wenen was meegebracht.
In 1816 verwierf Ferdinand III de bibliotheek van de familie Poggiali Guadigni, een rijke collectie van manuscripten met onder meer een verlucht handschrift met werken van Plutarchus. Later werden de archieven van Benvenuto Cellini verworven en de kernwerken van Galileo uit de verzameling Battista Clementi de' Nelli. Daarna werd de Galileo-verzameling verrijkt met enkele autografen en brieven van Galileo uit de verzamelingen van Antonio Cocchi, Alamanno Rinucci en Giovanni Targioni Tozzetti. In 1833 bevatte de bibliotheek al 1400 manuscripten en 90.000 volumes.
Na de oprichting van het  Koninkrijk Italië in 1861 werd, bij decreet van 22 december, de Biblioteca Palatina samengesmolten met de Biblioteca Magliabechiana om zo de Biblioteca Nazionale te vormen.